# Puchar Armenii w piłce siatkowej mężczyzn (2022)
Puchar Armenii w piłce siatkowej mężczyzn 2022 (oficjalnie Puchar HVF 2022) – rozgrywki o siatkarski Puchar Armenii zorganizowane przez Związek Piłki Siatkowej Armenii (Հայաստանի Վոլեյբոլի Ֆեդերացիա, HVF), rozegrane w dniach 1-5 marca 2022 roku w hali sportowej Armeńskiego Państwowego Uniwersytetu Ekonomicznego w Erywaniu.
Do rozgrywek zgłosiło się pięć drużyn. Rozegrały one między sobą po jednym spotkaniu.
Puchar Armenii zdobył zespół Kompleksu edukacyjnego "Mkhitar Sebastatsi" (MSKH). Najlepszymi zawodnikami turnieju wybrani zostali: Symbat Geworgian (BKMA), Jurik Grigorian (FIMA), Wardan Poghosian (BKMA), Arman Poghosian (MSKH), Aszot Balabekian (FIMA) oraz Wahe Nazarian (MSKH).

## Drużyny uczestniczące
| Drużyna | Polskie rozwinięcie skrótu                              | Miejscowość |
| ------- | ------------------------------------------------------- | ----------- |
| BKMA    | Centralny Sportowy Klub Armii                           | Erywań      |
| FIMA    | Instytut Kultury Fizycznej Klubów Sportowych w Erywaniu | Erywań      |
| Giumri  | —                                                       | Giumri      |
| MSKH    | Kompleks edukacyjny "Mkhitar Sebastatsi"                | Erywań      |
| NUACA   | Narodowy Uniwersytet Architektury i Budownictwa Armenii | Erywań      |

## Rozgrywki

### Terminarz i wyniki spotkań
| Data                                                | Godzina | Drużyna 1 | Wynik | Drużyna 2 |
| --------------------------------------------------- | ------- | --------- | ----- | --------- |
| 01.03.2022                                          | 20:00   | MSKH      | 3:1   | BKMA      |
| 01.03.2022                                          | 21:30   | Giumri    | 0:3   | FIMA      |
| 02.03.2022                                          | 20:00   | NUACA     | 0:3   | MSKH      |
| 02.03.2022                                          | 21:30   | BKMA      | 3:0   | Giumri    |
| 03.03.2022                                          | 20:00   | FIMA      | 1:3   | BKMA      |
| 03.03.2022                                          | 21:30   | Giumri    | 2:3   | NUACA     |
| 04.03.2022                                          | 20:00   | Giumri    | 0:3   | MSKH      |
| 04.03.2022                                          | 21:30   | NUACA     | 0:3   | FIMA      |
| 05.03.2022                                          | 12:00   | BKMA      | 3:0   | NUACA     |
| 05.03.2022                                          | 13:30   | FIMA      | 1:3   | MSKH      |
| Wszystkie godziny według strefy czasowej UTC+04:00. |         |           |       |           |

### Tabela
| Poz. | Drużyna | Mecze | Mecze | Mecze | Sety | Sety |
| Poz. | Drużyna | M     | W     | P     | wyg. | prz. |
| ---- | ------- | ----- | ----- | ----- | ---- | ---- |
| 1    | MSKH    | 4     | 4     | 0     | 12   | 2    |
| 2    | BKMA    | 4     | 3     | 1     | 10   | 4    |
| 3    | FIMA    | 4     | 2     | 2     | 8    | 6    |
| 4    | NUACA   | 4     | 1     | 3     | 3    | 11   |
| 5    | Giumri  | 4     | 0     | 4     | 2    | 12   |